# Santiago (film)
Santiago è un documentario brasiliano del 2007 diretto da João Moreira Salles.
Il film cominciò a esser prodotto nel 1992. Per tredici anni le immagini rimasero inutilizzate; nel 2005 il regista vi ritornò.

## Riassunto
Santiago fu il maggiordomo che lavorò per trenta anni per la famiglia del regista João Moreira Salles.

## Premi principali[4]
2007 - Cinéma du Réel
- Grand Prix del Festival [5]

2007 - Alba International Film Festival
- Miglior documentario.

2007 - Encuentro Latinoamericano de Cine
- Miglior documentario.

2008 - Miami International Film Festival
- Miglior documentario e miglior regista.

2008 - Grande Prêmio Cinema Brasil
- Categoria miglior documentario e migliore edizione di documentario (Eduardo Escorel e Lívia Serpa).
- Migliore fotografia (Walter Carvalho), migliore regista e miglior suono (Jorge Saldanha, Aloisio Compasso e Denilson Campos).